# Xã Neshannock, Quận Lawrence, Pennsylvania
Xã Neshannock (tiếng Anh: Neshannock Township) là một xã thuộc quận Lawrence, tiểu bang Pennsylvania, Hoa Kỳ. Năm 2010, dân số của xã này là 9.609 người.